# Championnats de Biélorussie de cyclisme sur route
Les championnats de Biélorussie de cyclisme sur route sont organisés tous les ans depuis la séparation des pays de l'ex-Union soviétique.

## Podiums des championnats masculins

### Course en ligne
| Année | Vainqueur             | Deuxième               | Troisième             |
| ----- | --------------------- | ---------------------- | --------------------- |
| 1996  | Viatcheslav Guerman   | Oleg Bondarik          | Pavel Kavetzky        |
| 1997  | Sergej Borodoulin     | Alexander Charapov     | Andrej Borodoulin     |
| 1998  | Alexander Charapov    | Alexandre Usov         | Alexander Kozlov      |
| 1999  | Yauheni Seniushkin    | Evgeni Golovanov       | Sergei Borodoulin     |
| 2000  | Alexandre Kozlov      | Aliaksandr Kuschynski  | Dimitri Aulasenko     |
| 2001  | Yauhen Sobal          | Aleksei Levdanski      | Alexandre Kozlov      |
| 2002  | Alexandre Usov        | Alexandre Kozlov       | Kanstantsin Siutsou   |
| 2003  | Yauhen Sobal          | Kanstantsin Siutsou    | Yauheni Hutarovich    |
| 2004  | Yauhen Sobal          | Uladzimir Autka        | Vasil Kiryienka       |
| 2005  | Aliaksandr Kuschynski | Anatole Chaburka       | Vladimir Autko        |
| 2006  | Kanstantsin Siutsou   | Aliaksandr Kuschynski  | Anatole Chaburka      |
| 2007  | Branislau Samoilau    | Aliaksandr Kuschynski  | Yauheni Hutarovich    |
| 2008  | Yauheni Hutarovich    | Aliaksandr Kuschynski  | Alexandre Usov        |
| 2009  | Yauheni Hutarovich    | Aliaksandr Kuschynski  | Aliaksandr Sinelnikau |
| 2010  | Aliaksandr Kuschynski | Yauheni Sobal          | Konstantin Klimiankou |
| 2011  | Aliaksandr Kuschynski | Kanstantsin Siutsou    | Branislau Samoilau    |
| 2012  | Yauheni Hutarovich    | Siarhei Papok          | Aliaksandr Kuschynski |
| 2013  | Andrei Krasilnikau    | Siarhei Papok          | Ihar Mytsko           |
| 2014  | Yauheni Hutarovich    | Nikolai Shumov         | Nikita Zharoven       |
| 2015  | Andrei Krasilnikau    | Dzmitry Zhyhunou       | Aleksandr Riabushenko |
| 2016  | Kanstantsin Siutsou   | Nikolai Shumov         | Branislau Samoilau    |
| 2017  | Nikolai Shumov        | Anton Ivashkin         | Aleksandr Riabushenko |
| 2018  | Stanislau Bazhkou     | Siarhei Papok          | Branislau Samoilau    |
| 2019  | Yauhen Sobal          | Anton Ivashkin         | Vasili Strokau        |
| 2020  | Yauhen Sobal          | Aliaksandr Riabushenko | Yauheni Karaliok      |
| 2021  | Stanislau Bazhkou     | Mark Grinkevich        | Yauhen Sobal          |
| 2022  | Aliaksandr Piasetski  | Yauheni Karaliok       | Yauhen Sobal          |
| 2023  | Yauhen Sobal          | Yauheni Karaliok       | Ilya Baydikov         |
| 2024  | Yauhen Sobal          | Vasili Strokau         | Yagor Shpakovski      |
| 2025  | Yauheni Karaliok      | Siarhei Shauchenka     | Dzianis Mazur         |

Multi-titrés
- 7 : Yauhen Sobal
- 4 : Yauheni Hutarovich
- 3 : Aliaksandr Kuschynski

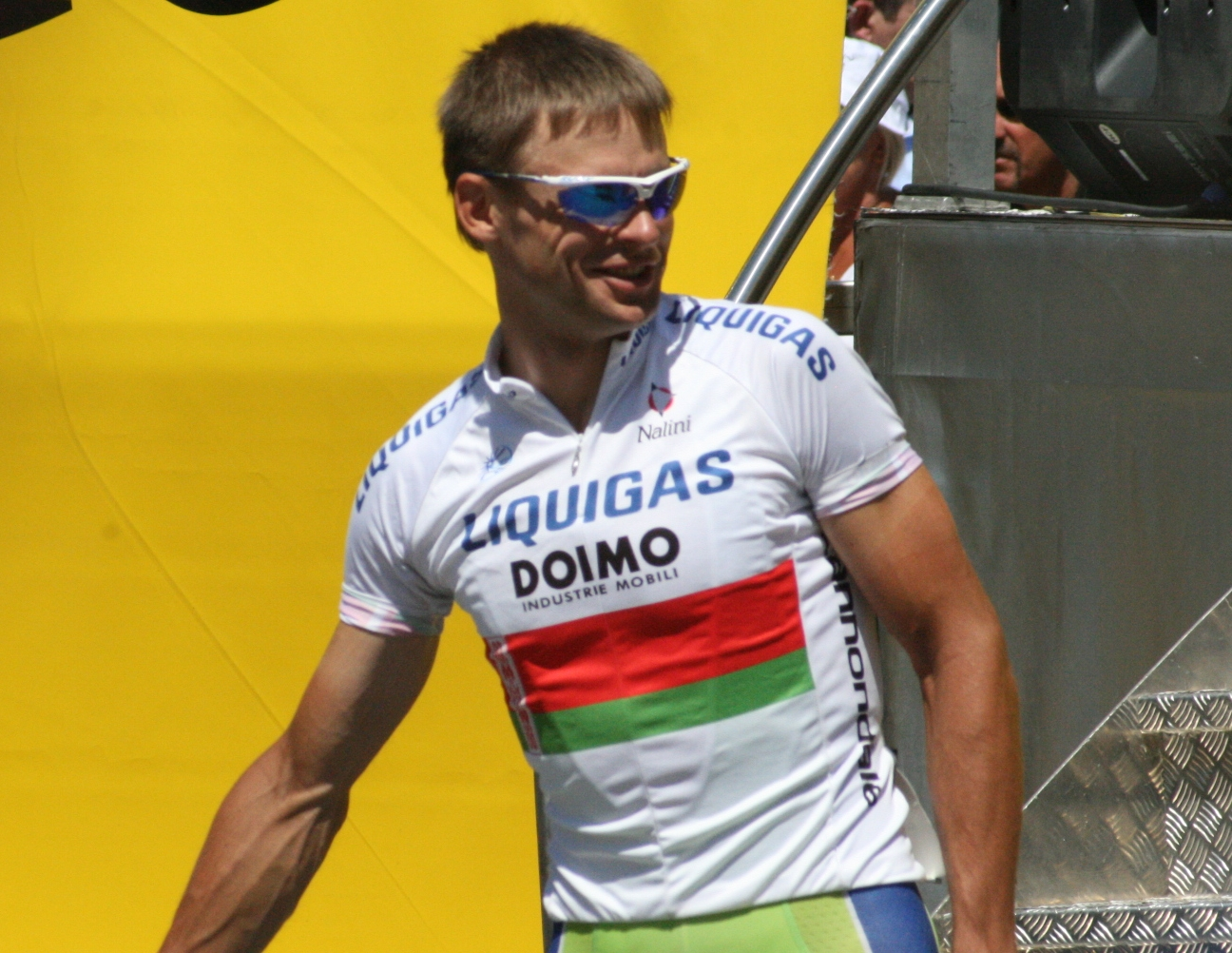
Aliaksandr Kuschynski, champion de Biélorussie en 2010

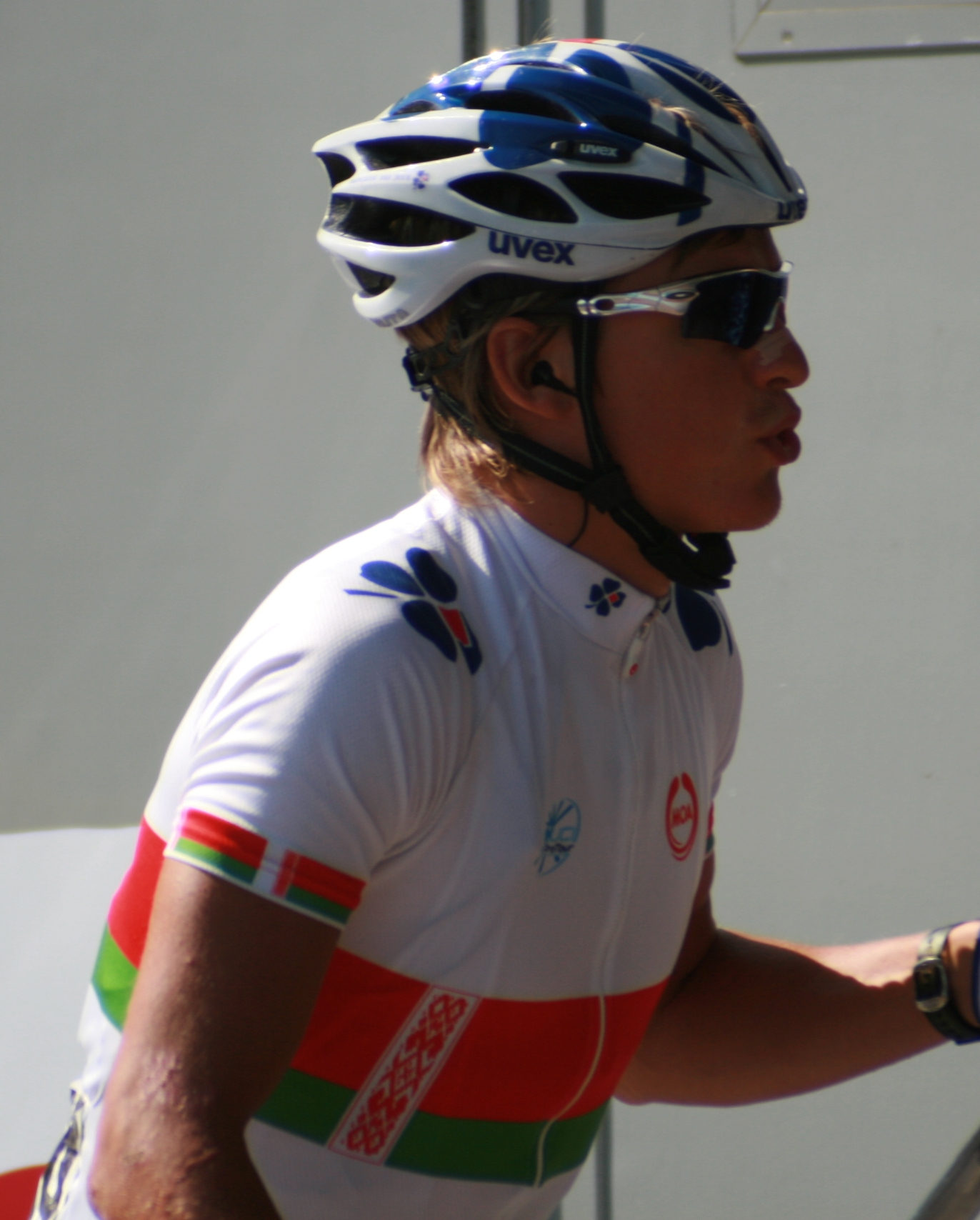
Yauheni Hutarovich vêtu du maillot de champion de Biélorussie en 2008

- 2 : Kanstantsin Siutsou, Andrei Krasilnikau, Stanislau Bazhkou

### Contre-la-montre
| Année | Vainqueur           | Deuxième              | Troisième             |
| ----- | ------------------- | --------------------- | --------------------- |
| 1997  | Alexandre Choupikov | Pavel Kavetzky        | Yauheni Seniushkin    |
| 1998  | Alexandre Choupikov | Igor Grimkov          | Alexander Kozlov      |
| 1999  | Viktor Rapinski     | Andrej Voinau         | Vasil Kiryienka       |
| 2000  | Viktor Rapinski     | Vasil Kiryienka       | Dimitri Aulasenko     |
| 2001  | Viktor Rapinski     | Vasil Kiryienka       | Aliaksandr Kuschynski |
| 2002  | Vasil Kiryienka     | Kanstantsin Siutsou   | Aliaksandr Kuschynski |
| 2003  | Yauhen Sobal        | Dzmitry Aulasenka     | Kanstantsin Siutsou   |
| 2004  | Kanstantsin Siutsou | Vasil Kiryienka       | Yauhen Sobal          |
| 2005  | Vasil Kiryienka     | Victor Rapinski       | Vladimir Autko        |
| 2006  | Vasil Kiryienka     | Aliaksandr Kuschynski | Anatole Chaburka      |
| 2007  | Andrei Kunitski     | Branislau Samoilau    | Vasil Kiryienka       |
| 2008  | Andrei Kunitski     | Vasil Kiryienka       | Aliaksandr Kuschynski |
| 2009  | Branislau Samoilau  | Andrei Krasilnikau    | Siarhei Novikau       |
| 2010  | Branislau Samoilau  | Andrei Krasilnikau    | Siarhei Novikau       |
| 2011  | Kanstantsin Siutsou | Ilia Koshevoy         | Andrei Holubeu        |
| 2012  | Branislau Samoilau  | Andrei Krasilnikau    | Stanislav Bozhkov     |
| 2013  | Kanstantsin Siutsou | Andrei Krasilnikau    | Branislau Samoilau    |
| 2014  | Kanstantsin Siutsou | Siarhei Papok         | Branislau Samoilau    |
| 2015  | Vasil Kiryienka     | Branislau Samoilau    | Aleh Ahiyevich        |
| 2016  | Kanstantsin Siutsou | Branislau Samoilau    | Aleh Ahiyevich        |
| 2017  | Yauheni Karaliok    | Stanislau Bazhkou     | Anton Muzychkin       |
| 2018  | Vasil Kiryienka     | Branislau Samoilau    | Kanstantsin Siutsou   |
| 2019  | Yauhen Sobal        | Branislau Samoilau    | Yauheni Karaliok      |
| 2020  | Yauheni Karaliok    | Branislau Samoilau    | Mikhail Shemetau      |
| 2021  | Yauheni Karaliok    | Stanislau Bazhkou     | Yauhen Sobal          |
| 2022  | Yauheni Karaliok    | Raman Ramanau         | Mark Grinkevich       |
| 2023  | Yauheni Karaliok    | Dzianis Mazur         | Raman Ramanau         |
| 2024  | Yauheni Karaliok    | Mark Grinkevich       | Yagor Shpakovski      |
| 2025  | Dzianis Mazur       | Siarhei Shauchenka    | Yauheni Karaliok      |

Multi-titrés
- 6 : Yauheni Karaliok
- 5 : Vasil Kiryienka, Yauheni Karaliok
- 3 : Branislau Samoilau, Viktor Rapinski
- 2 : Yauhen Sobal, Andrei Kunitski, Alexandre Choupikov

### Critérium
| Année | Vainqueur        | Deuxième             | Troisième       |
| ----- | ---------------- | -------------------- | --------------- |
| 2024  | Yauhen Sobal     | Vasili Strokau       | Mikita Tur      |
| 2025  | Yauheni Karaliok | Uladzimir Harakhavik | Mikita Babovich |

### Course en ligne espoirs
| Année | Vainqueur        | Deuxième              | Troisième             |
| ----- | ---------------- | --------------------- | --------------------- |
| 2005  | Sergei Dovbniuk  | Andrei Kunitski       | Yauheni Hutarovich    |
| 2007  | Sergey Sakavets  | Sergey Popok          | Aliaksandr Sinelnikov |
| 2008  | Siarhei Papok    | Maxim Kumilevski      | Sergey Sakavets       |
| 2011  | Siarhei Novikau  |                       |                       |
| 2015  | Dzmitry Zhyhunou | Aleksandr Riabushenko | Nikolai Shumov        |
| 2016  | Nikolai Shumov   | Aleksandr Riabushenko | Vasili Strokau        |
| 2022  | Dzianis Marchuk  | Artur Kiryievich      | Aliaksandr Sychuhou   |
| 2023  | Mark Grinkevich  | Mikita Tur            | Stsiapan Bezgerts     |
| 2024  | Zakhar Kaminski  | Kiryl Hutsko          | Aliaksandr Sychuhou   |
| 2025  | Mikita Tur       | Viachaslau Shpakouski | Kiryl Hutsko          |

### Contre-la-montre espoirs
| Année | Vainqueur           | Deuxième               | Troisième              |
| ----- | ------------------- | ---------------------- | ---------------------- |
| 2005  | Branislau Samoilau  | Andrei Kunitski        | Aliaksandr Lisouski    |
| 2006  | Branislau Samoilau  | Andrei Kunitski        | Aliaksandr Lisouski    |
| 2007  | Sergey Popok        | Igor Govor             | Dmitri Azarkevich      |
| 2008  | Siarhei Papok       | Andrei Krasilnikau     | Konstantin Shvedov     |
| 2014  | Raman Tsishkou      | Andrei Sakalou         | Aleksandr Riabushenko  |
| 2015  | Aleh Ahiyevich      | Raman Tsishkou         | Anton Muzychkin        |
| 2016  | Raman Tsishkou      | Mikhail Shemetau       | Yauheni Akhramenka     |
| 2017  | Yauheni Karaliok    | Yauheni Akhramenka     | Hardzei Tsishchanka    |
| 2018  | Alexei Piashkun     | Kanstantsin Bialiauski | Ilya Volkau            |
| 2019  | Ilya Volkau         | Siarhei Shauchenka     | Yagor Shpakovski       |
| 2020  | Dzianis Mazur       | Siarhei Shauchenka     | Kanstantsin Bialiauski |
| 2021  | Dzianis Mazur       | Mark Grinkevich        | Tsikhan Shchamialiou   |
| 2022  | Mark Grinkevich     | Kiryl Kavaliou         | Aliaksandr Sychuhou    |
| 2023  | Aliaksandr Sychuhou | Kiryl Kavaliou         | Mark Grinkevich        |
| 2024  | Kiryl Hutsko        | Vadzim Adzinets        | Aliaksandr Sychuhou    |

## Podiums des championnats féminins

### Course en ligne
| Année | Vainqueur          | Deuxième               | Troisième            |
| ----- | ------------------ | ---------------------- | -------------------- |
| 1999  | Tatsiana Makeyeva  | Veronika Sheremetieva  | Aksana Zviagintseva  |
| 2000  | Tatsiana Makeyeva  | Volha Kushnerevitch    | Valiantsina Vaulchok |
| 2001  | Tatsiana Makeyeva  | Volha Hayeva           | Volha Kushnerevitch  |
| 2002  | Volha Hayeva       | Veronika Sheremetieva  | Yulia Cherepan       |
| 2003  | Volha Hayeva       | Tatsiana Sharakova     | Tatsiana Makeyeva    |
| 2004  | Volha Hayeva       | Tatsiana Sharakova     | Mariya Halan         |
| 2005  | Tatsiana Sharakova | Ialena Hetsman         | Veranika Vyrastka    |
| 2006  | Ialena Hetsman     | Veronika Sharametsyeva | Hanna Subota         |
| 2007  | Tatsiana Sharakova | Aksana Papko           | Alena Amialiusik     |
| 2008  | Tatsiana Sharakova | Zinaida Stahurskaia    | Iryna Asavets        |
| 2009  | Tatsiana Sharakova | Zinaida Stahurskaia    | Elena Azarkevich     |
| 2010  | Aksana Papko       | Alena Amialiusik       | Iryna Kryuchkova     |
| 2011  | Alena Amialiusik   | Tatsiana Sharakova     | Elenka Sitsko        |
| 2012  | Tatsiana Sharakova | Svetlana Stahurskaia   | Alena Amialiusik     |
| 2013  | Alena Amialiusik   | Marina Shmayankova     | Kseniya Tuhai        |
| 2014  | Alena Amialiusik   | Elenka Sitsko          | Kseniya Tuhai        |
| 2015  | Alena Amialiusik   | Tatsiana Sharakova     | Ina Savenka          |
| 2016  | Tatsiana Sharakova | Kseniya Tuhai          | Polina Pivovarova    |
| 2017  | Tatsiana Sharakova | Hanna Tserakh          | Ina Savenka          |
| 2018  | Alena Amialiusik   | Taisa Naskovich        | Hanna Tserakh        |
| 2019  | Tatsiana Sharakova | Hanna Tserakh          | Alena Amialiusik     |
| 2020  | Tatsiana Sharakova | Anastasiya Kolesava    | Hanna Tserakh        |
| 2021  | Tatsiana Sharakova | Hanna Tserakh          | Alina Abramenka      |
| 2022  | Hanna Tserakh      | Nastassia Kiptsikava   | Taisa Naskovich      |
| 2023  |                    |                        |                      |
| 2024  | Hanna Tserakh      |                        |                      |

### Contre-la-montre
| Année | Vainqueur          | Deuxième                   | Troisième                  |
| ----- | ------------------ | -------------------------- | -------------------------- |
| 1999  | Tatsiana Makeyeva  | Svetlana Sytchova          | Veronika Sharametsyeva     |
| 2000  | Tatsiana Makeyeva  | Ialena Hetsman             | Valiantsina Vaulchok       |
| 2001  | Tatsiana Makeyeva  | Volha Kushnerevitch        | Ialena Hetsman             |
| 2002  |                    |                            |                            |
| 2003  | Ialena Hetsman     |                            |                            |
| 2004  |                    |                            |                            |
| 2005  | Tatsiana Sharakova | Ialena Hetsman             |                            |
| 2006  | Elenka Sitsko      | Alesya Belaichuk           |                            |
| 2007  | Tatsiana Sharakova | Alena Dylko                | Alena Amialiusik           |
| 2008  | Tatsiana Sharakova | Aksana Papko               | Hanna Talkanitsa           |
| 2009  | Tatsiana Sharakova | Anna Tolkanitsa            | Zinaida Stahurskaia        |
| 2010  | Aksana Papko       | Elenka Sitsko              | Tatiana Panina Shishkova   |
| 2011  | Alena Amialiusik   | Tatsiana Sharakova         | Aksana Papko               |
| 2012  | Alena Amialiusik   | Alena Dylko                | Elenka Sitsko              |
| 2013  | Alena Amialiusik   | Elenka Sitsko              | Volha Antonava Masiukovich |
| 2014  | Alena Amialiusik   | Volha Antonava Masiukovich | Polina Pivovarova          |
| 2015  | Alena Amialiusik   | Tatsiana Sharakova         | Elenka Sitsko              |
| 2016  | Tatsiana Sharakova | Alena Amialiusik           | Kasiaryna Piatrouskaya     |
| 2017  | Tatsiana Sharakova | Ina Savenka                | Polina Pivovarova          |
| 2018  | Alena Amialiusik   | Ina Savenka                | Kasiaryna Piatrouskaya     |
| 2019  | Tatsiana Sharakova | Alena Amialiusik           | Anastasiya Kolesava        |
| 2020  | Tatsiana Sharakova | Ina Savenka                | Palina Pivavarava          |
| 2021  | Tatsiana Sharakova | Hanna Tserakh              | Marina Zueva               |
| 2022  | Hanna Tserakh      |                            |                            |
| 2023  |                    |                            |                            |
| 2024  | Hanna Tserakh      |                            |                            |